# Ferenczi Illés
Ferenczi Illés (1932–1990) magyar helytörténész, politikus, 1960 és 1970 között Százhalombatta tanácselnöke, majd 1970-től 1990-ig tanácselnök-helyettes.

## Életpályája
Százhalombattára 1960-ban, a Dunamenti Hőerőmű Vállalat (DHV, ma: Dunamenti Erőmű Rt.) és a Dunai Kőolajipari Vállalat (DKV, ma: MOL Nyrt. Dunai Finomító) építésének megkezdésekor került, kooptálással tanácstag, a tanács Végrehajtó Bizottságának tagja lett, egyúttal tanácselnöki megbízást kapott.  Az 1963-as és 1967-es tanácselnöki választásokon újraválasztották. Vezetése alatt, 1962-től kezdődött meg az első lakótelep építése a két ipari létesítmény közötti területen, ahol az iparban dolgozókat és családjaikat helyezték el. Ferenczi 10 éves regnálása alatt a település lakosságának száma 2006 főről 7742 főre ugrott.
Ferenczi tanácselnöki működésének megkoronázása volt, hogy Százhalombatta 1970 áprilisában városi rangot nyert. A városvezetői pozícióban hamarosan Bartha Antal váltotta, de Ferenczi tanácselnök-helyettesi minőségben egészen a rendszerváltásig a települési vezetés tagja maradt, legnagyobbrészt Szekeres József tanácselnök munkatársaként.
Közéleti pályáján túl Ferenczi helytörténészként is kiemelkedően hozzájárult Százhalombatta infrastruktúrájának kiépítéséhez. Tisztségviselőként elősegítette a régészeti ásatások megkezdését, amely eredmények bemutatására később létrejött a Régészeti Park. Ferenczi kezdeményezte a Matrica Múzeum megalapítását is, amely a régi tanácsháza épületében, hámori gróf Bíró Pál egykori kastélyában rendezkedett be. Ferenczi 1990-ben, 58 éves korában hunyt el. 1997-ben a múzeum falán az alapításában játszott kiemelkedő szerepét elismerve emléktáblát helyeztek el.

## Munkái
- Százhalombatta község 25 éve. 1945–1970 (tanulmány), Matrica Füzetek II., Százhalombatta, 2010.